# Parque (estación)
La estación sencilla sin intercambio Parque es una de las estaciones del sistema de transporte masivo de Bogotá llamado TransMilenio inaugurado en el año 2000.

## Ubicación
La estación se encuentra ubicada en el sector Sur de la ciudad, frente al Parque El Tunal, lugar por el cual recibe su nombre. Específicamente la estación se ubica en la Avenida Ciudad de Villavicencio con Calle 55 Sur.
Atiende la demanda del Parque el Tunal y de los barrios San Carlos, San Benito y alrededores.

## Origen del nombre
La estación recibe su nombre por el Parque Metropolitano El Tunal que se encuentra en las cercanías de la misma.

## Historia
El 16 de febrero de 2002, unos días después de la inauguración del Portal Norte, fue inaugurado el ramal del tunal en la Avenida Ciudad de Villavicencio, incluyendo esta estación. 

## Servicios de la estación

### Servicios troncales
| Tipo                                | Rutas al Norte | Rutas al Sur |
| ----------------------------------- | -------------- | ------------ |
| Ruta fácil                          | 3              | 3            |
| Expresos todos los días todo el día | C15            | H15          |

### Esquema
| ← Norte      |         |
| Calle 55 Sur | 3C15    |
|              | Vagón 1 |
| Canal        |         |
| Vagón 1      |         |
| Calle 55 Sur | 3H15    |
| Sur →        |         |

Nota: esta estación no permite el intercambio de pasajeros entre los sentidos Norte y Sur.

### Servicios urbanos
Así mismo funcionan las siguientes rutas urbanas del SITP en los costados externos a la estación, circulando por los carriles de tráfico mixto sobre la Av. Carrera 19 C, con posibilidad de trasbordo usando la tarjeta TuLlave:
| Código | Sector            | Dirección                     | Rutas                     |
| ------ | ----------------- | ----------------------------- | ------------------------- |
| 467A11 | H Estación Parque | Av. Villavicencio - CL 55 Sur | A618A620H530 271 SE14 T25 |
| 592A11 | H Parque El Tunal | Av. Villavicencio - CL 55 Sur | G530H618 271 SE14 T25     |

## Ubicación geográfica
| Noroeste: Tunjuelito  | Norte: G Venecia | Nordeste: Tunjuelito |
| Oeste: H Portal Tunal |                  | Este: H Biblioteca   |
| Suroeste: Tunjuelito  | Sur: Tunjuelito  | Sureste: Tunjuelito  |